# Thai massagem

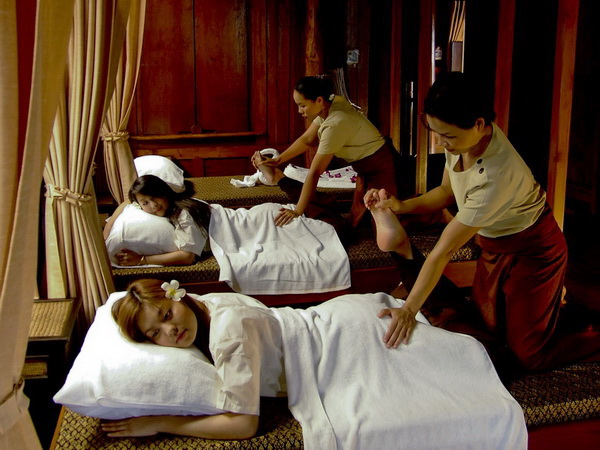
Thai Massage

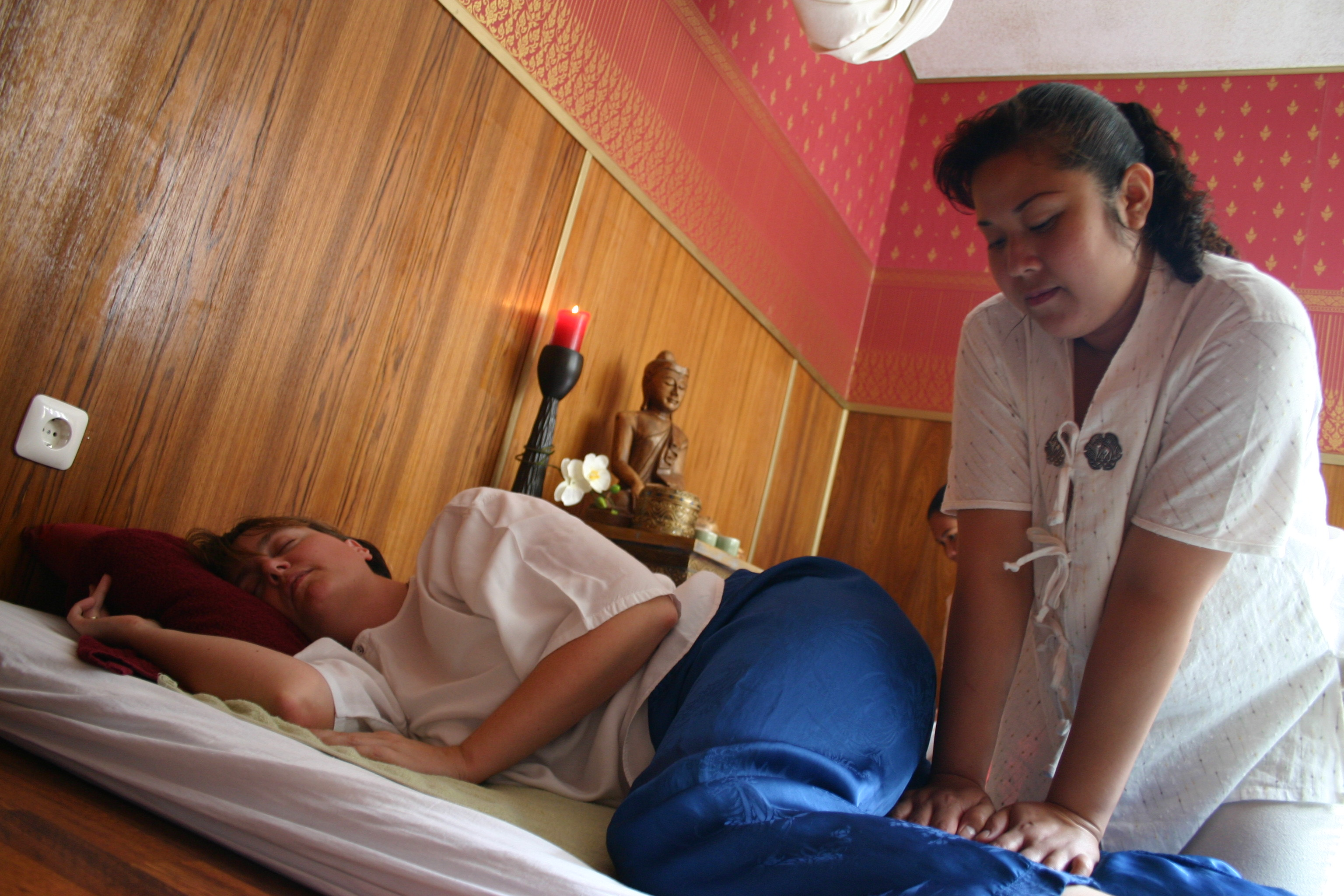
Thai Massage

Thai massagem, massagem tailandesa ou Nuad Phaen Boran é uma terapia curativa tailandesa que utiliza a massagem como forma de equilíbrio corporal, onde o terapeuta usa seus pés, joelhos, polegares, palmas e cotovelos, além de pressão, compressão e alongamento, no corpo do paciente.

## Origem
Jivaka Kumar Bhaccha foi fundador da Thai massagem, que teria sido recebida de Shiva.

## Técnica
A técnica tem objetivo mais energético que físico. Utilizando manobras corporais que envolvem torções, compressões e alongamentos profundos, consegue-se liberar pontos onde a energia vital está com o trânsito bloqueado. Proporciona, também, um aumento da flexibilidade dos músculos e articulações.

## Conotação sexual
Essa prática possui certa conotação sexual no ocidente. Essa distorção surgiu durante a Guerra do Vietnã, onde soldados estadunidenses procuravam aliviar as tensões com prostitutas da região.